# Нідерландська Індія
Нідерландська Індія — загальна неофіційна назва нідерландських колоніальних володінь на півострові Індостан в 1605–1825 роках.
Від них слід відрізняти Нідерландські Індії, ширше поняття, що включає в себе також Нідерландські Антильські острови (у Вест-Індії) і Нідерландську Ост-Індію (сучасна Індонезія, перлина Нідерландської колоніальної імперії). В нідерландській мові це часто називають Indië (Індії).
Столицею нідерландської Індії (на півострові Індостан) було місто Кочин на узбережжі Малабару.
Офіційно в нідерландських документах терміном Нідерландська Індія (Nederlands-Indië) називається Нідерландська Ост-Індія (сучасна Індонезія).

## Історія нідерландської Індії

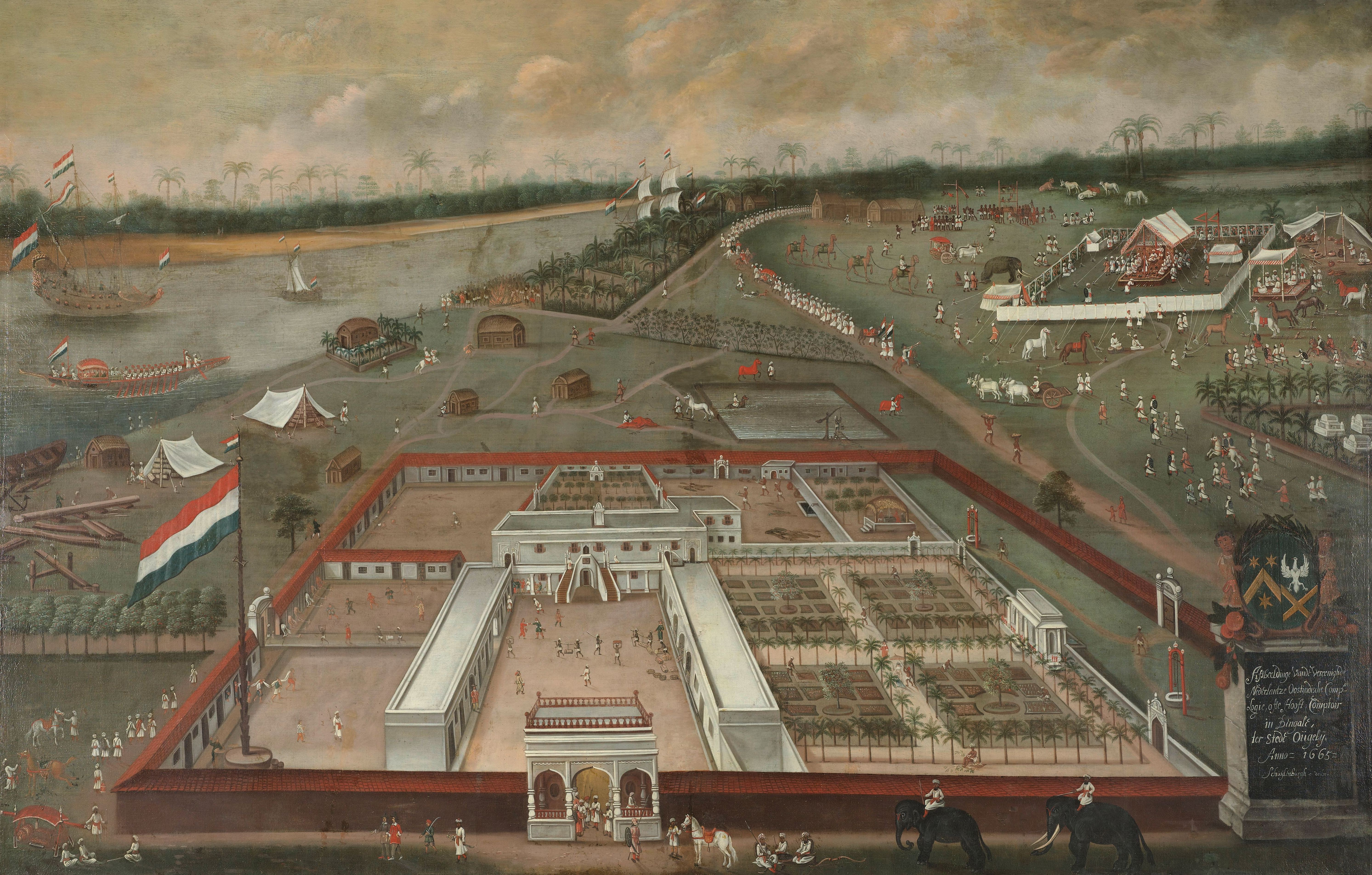
Факторія нідерландської Індії в Хугли-Чучура (Бенгалія) 1665

- В 1605 створена перша нідерландська факторія в Мауліпатамі.
- В 1610–1784 до складу нідерландських володінь входив Пуллікат.
- В 1638 створена факторія в Венгурла на узбережжі Конкан.
- В 1658–1795 до складу нідерландських володінь входив Тутікорін.
- В 1658–1781 до складу нідерландських володінь входив Негапатхнам.
- В 1780–1784 узбережжя Коромандель було окуповано Великою Британією.
- 1795–1818 — британська окупація всіх поселень нідерландської Індії.
- В 1818 Малабар був анексований Британською Індією.
- В 1818 нідерландські поселення були відновлені в Короманделі.
- В 1825 Коромандель був переданий Великій Британії, ставши частиною Британської Індії.

## Нідерландські колонії в Бенгалії
Перша нідерландська колонія в цьому регіоні була створена в 1608.
У 1625 нідерландська Ост-Індійська компанія заснувала факторію в Чінсурані для торгівлі опіумом, сіллю і спеціями. Був побудований форт Густавіус, церква і кілька інших будівель. нідерландські поселення в Чінсурані проіснували до 1825, коли нідерландці обміняли їх за англо-нідерландською угодою 1814 на острів Суматру.